# اره نیم
اَرِهْ (Saw 2003) که معمولاً به آن "اره نیم" (Saw 0.5) گفته می‌شود، یک فیلم کوتاه در سبک ترسناک به کارگردانی جیمز ون است که در سال ۲۰۰۳ منتشر شد. از بازیگران آن می‌توان به لی ونل اشاره کرد.
این فیلم کوتاه بعداً در فیلم اصلی اره (۲۰۰۴) به یک سکانس تبدیل شد ولی کاراکتر آماندا یانگ جایگزین کاراکتر دیوید در این فیلم شد.